# La historia del amor
La historia del amor es la segunda novela de la escritora estadounidense Nicole Krauss, publicada en 2005. El libro fue finalista en 2006 del Premio Orange de Ficción y ganó el Premio Internacional William Saroyan de Escritura de Ficción en 2008.
Un extracto de la novela fue publicado en The New Yorker en 2004 bajo el título The Last Words on Earth.

## Trama
Leo Gursky, un judío polaco de más de 80 años, vive en Nueva York desde hace décadas y se hace visible: deja caer el cambio cuando va de compras, obliga a los vendedores de zapatos a probarle zapatillas que no comprará, o acepta un contrato como modelo desnudo, todo ello una lucha diaria contra la invisibilidad. En la Europa fascista, la invisibilidad le salvó la vida. Hoy lo amenaza de muerte, una desaparición que no dejaría rastro, y él quiere dejar su huella.
Gursky nació en Polonia, en el hiato entre las guerras mundiales. A los 10 años se enamoró de su vecina Alma Mereminski. Los dos comienzaron una relación que se desarrolló a lo largo de 10 años. En este tiempo, Leo le regala lo que escribe a Alma, ya que ella es la única persona que le importa y le promete que nunca amará a nadie más que a ella.
Cuando Alma tiene 20 años es enviada por su padre a los Estados Unidos, ya que teme las alarmantes noticias provenientes de la Alemania nazi. Leo no sabe que Alma está embarazada y sueña con ir a América para encontrarse con ella. Poco tiempo después, los alemanes invaden Polonia y Leo se refugia en el bosque, viviendo de raíces, pequeños animales, insectos y lo que pueda robar de las bodegas de los granjeros. Después de tres años y medio de esconderse, viaja a los Estados Unidos y encuentra a Alma, pero se sorprende al escuchar que ella pensó que él había muerto en la guerra y se casó con el hijo del gerente de la fábrica en la que trabajaba. Está devastado cuando descubre que ella ha tenido un hijo con su esposo. Le pide que se vaya con él, pero ella se niega. Ella le narra, sin embargo, sobre su hijo Isaac, que ahora tiene cinco años. Desconsolado, Leo se va y se convierte en cerrajero bajo la guía de un primo. Leo observa regularmente a Isaac desde la distancia, deseando ser parte de la vida del niño, pero temeroso de entrar en contacto con él.
En la actualidad, Leo es un anciano solitario que espera la muerte junto con su amigo de la infancia recientemente reencontrado, Bruno. Alma ha muerto hace cinco años. Leo todavía sigue la pista de su hijo, que se ha convertido en un escritor famoso, y cree que Isaac heredó su talento de él. Su depresión se profundiza cuando lee en un periódico que su hijo ha muerto a los 60 años, y desarrolla una obsesión por encontrar su lugar en el mundo de su hijo, al punto que irrumpe en su casa para ver si leyó Words for Everything (Palabras para todo), un libro sobre su vida que había escrito recientemente y enviado a Isaac.
En vísperas de la guerra, Gursky le había confiado su manuscrito La historia del amor a su amigo, Zvi Litvinoff, que partía para España, con las instrucciones escritas: “Guardar para Leopold Gursky hasta que lo vuelvas a ver”. Luego de sobrevivir y emigrar a los EE. UU. le escribió una carta a Zvi, pidiéndole que le devolviera su manuscrito. Su esposa Rosa, sin embargo, le informó que el libro fue destruido en una inundación, optando por ocultar que su esposo no escribió La historia del amor. Zvi había descrito un evento en el que Leo enfermó gravemente en Polonia y escribió su propio obituario, después de lo cual Zvi lo robó, con la esperanza de que mantuviera con vida a su amigo.
Leo desconoce que el libro había sido publicado en una tirada pequeña de dos mil copias (y reeditado tras la muerte del supuesto autor) en español, pero bajo el nombre de Zvi Litvinoff, quien copió el libro pensando que Leo había sido asesinado en Polonia. Zvi se sintió tan culpable por haber hecho esto, que agregó el obituario robado como último capítulo y le exigió al editor que lo incluyera en el libro, aunque el capítulo tenía poco que ver con la trama. Zvi murió sin confesar quién era el verdadero autor de La historia del amor.
En una narración paralela, una niña de 14 años, Alma Singer, llamada así por el personaje Alma de La historia del amor, el libro favorito de sus padres, lucha para sobrellevar la pérdida de su padre a causa del cáncer. Su madre se vuelve distante y solitaria, escapando a su trabajo de traducción de libros. Su hermano menor, Bird, llamado así por haber saltado desde el segundo piso de un edificio con la esperanza de poder volar, busca refugio en la religión y se cree uno de los elegidos por Dios, alejándose así de la realidad. Alma encuentra consuelo en una de las aficiones de su padre: sobrevivir en la naturaleza. Está enamorada de su amigo por correspondencia, el ruso Misha, que se ha mudado a Nueva York. Los dos se convierten en una pareja pero se separan por la incertidumbre de Alma.
Un día, su madre recibe una carta de un hombre misterioso llamado Jacob Marcus que le pide que traduzca La historia del amor del español al inglés por $100,000, a pagar en incrementos de $25,000 a medida que avanza el trabajo. La madre de Alma encuentra sospechosa la suma, pero el desconocido le confiesa que su madre le leía el libro cuando era niño, por lo que tiene un gran valor sentimental. Alma ve esto como una oportunidad para ayudar a su madre a recuperarse de su depresión y cambia las cartas directas de su madre a Jacob Marcus por versiones más románticas. Cuando las cartas se detienen antes de que su madre complete la traducción del libro, Alma decide encontrar al misterioso cliente. Comienza anotando lo que sabe sobre Jacob Marcus en su diario y concluye que el personaje Alma en el libro era real y decide encontrarla. Lucha en su búsqueda de Alma Mereminski, pero recién tiene éxito cuando se da cuenta de que Alma podría haberse casado, y la encuentra bajo el nombre de Moritz. Le decepciona saber que Alma lleva cinco años muerta. Sin embargo, descubre que Isaac Moritz es el primero de los hijos de Alma y un famoso escritor. Cuando comienza a leer su libro más vendido, descubre que el nombre del personaje principal es Jacob Marcus y se da cuenta de que Isaac Moritz había contratado a su madre para traducir el libro. Sin embargo, Isaac está muerto, lo que explica por qué sus cartas habían dejado de llegar a su casa. Para asegurarse de sus presunciones Alma deja una nota en la puerta de Isaac, preguntando quién es el escritor de la novela.
Mientras tanto, Bird encuentra el diario de Alma y malinterpreta los nombres de Alma Mereminski y Alma Moritz como los nombres reales de su hermana, y cree que tuvieron padres diferentes. El hermano de Isaac llama a Alma, luego de leer la nota y el manuscrito original del libro, para decirle que Gursky es el verdadero autor, pero Bird contesta el teléfono y eso lo confunde aún más. Ahora sospecha que Leopold Gursky es el verdadero padre de Alma. Para limpiar su pecado de fanfarronear y recuperar el estatus de ser uno de los elegidos, decide concertar una reunión de Alma con Gursky, haciendo así una buena obra sin que nadie lo sepa excepto Dios.
Cuando los dos reciben la carta sobre su encuentro, ambos están confundidos: Alma trata de descubrir cuál de las personas que conoció durante sus búsquedas podría haberle enviado la nota, mientras que Leo llega a creer que fue Alma quien le envió la nota, a pesar de estar muerta.
Leo se acomoda en un banco del parque, esperando un largo rato a que aparezca Alma. Reflexiona sobre su vida, momentos clave de su pasado, la pérdida de su amor y lo que significa ser humano. Imagina que morirá mientras espera allí, siendo su propia muerte y mortalidad una de sus preocupaciones en la novela. Cuando finalmente aparece Alma, él y ella están confundidos, aunque al principio Leo cree que ella es su Alma del pasado y que en realidad solo está en su imaginación. Después de que él se da percata de que ella no se parece a su Alma, y un hombre que pasa cerca le confirma que la Alma que está allí es real, Leo le habla brevemente sobre Bruno e Isaac, mientras Alma comienza a armar el rompecabezas de quien es él. Cuando Alma le pregunta si alguna vez amó a una chica llamada Alma Mereminski, el anciano finalmente siente una sensación de trascendencia al ser reconocido por fin, y en lugar de poder responder a las preguntas de Alma con palabras, tamborilea con los dedos dos veces sobre ella. Ella apoya la cabeza en su hombro y lo abraza, y él finalmente puede hablar de nuevo, dice "Alma" tres veces y le da a ella su propia sensación de trascendencia al ser también reconocida finalmente.
El último capítulo se titula "La muerte de Leopold Gursky" y es idéntico al último capítulo del libro dentro de un libro La historia del amor, siendo ambos el obituario escrito por Leopold Gursky. Al terminar la novela de esta manera, Krauss alude ricamente a partes anteriores de la novela y al tema de cómo las palabras mantienen vivas a las personas para nosotros, de hecho, hacen que las personas estén en peligro de volverse invisibles, visibles. Zvi Litvinoff llevó el obituario escrito por Leo en su bolsillo durante años, como un talismán que protegía a Leo contra la muerte. Litvinoff, al incluir el obituario de Leo Gursky al final del libro, se aseguró de que Leo seguiera viviendo en el corazón de los lectores. Finalmente, Nicole Krauss incluye el mismo obituario al final de su novela, como una forma de instar a los lectores a mantener vivo a este Leo, y a todos los Leos.

## Alusiones literarias enLa historia del amor
Hay muchas alusiones literarias temáticamente significativas en La historia del amor. El escritor Isaac Babel (1894-1940), elogiado por Leo Gursky, tiene afinidades inconfundibles con la descripción de Zvi Litvinoff del propio estilo de escritura de Leo y la descripción del estilo de escritura de Rosa Litvinoff en el capítulo "Perdóname". El escritor polaco Bruno Schulz (1892–1942) y su clásico La calle de los cocodrilos se mencionan varias veces en la novela, al igual que Nicanor Parra (1914–2018), cuyo libro de antipoemas de 1954 es traducido por Charlotte Singer y leído por el misterioso Jacob Marcus. Una referencia de pasada al Don Quijote de Miguel de Cervantes (1547-1616) también es significativa porque Don Quijote es una novela que contiene historias independientes, de la misma manera que La historia del amor contiene extractos de un misterioso libro llamado "La historia del amor". Otras alusiones literarias importantes en la novela incluyen referencias a James Joyce, Franz Kafka, Antoine de Saint Exupéry, Leo Tolstoy, Rubén Darío y Pablo Neruda. Aunque nunca se lo menciona directamente, la novela también alude a Isaac Bashevis Singer en el sentido de que el nombre del hijo de Leo es Isaac y el apellido de Alma es Singer. Miguel de Unamuno publicó un cuento en español, "Una historia de amor", con temas similares a la novela.
En la novela dice Gurky: "A veces creía que la última página de mi libro y la última página de mi vida eran lo mismo, que cuando mi libro terminara yo terminaría, un gran viento barrería mis habitaciones llevándose las páginas, y cuando el aire limpio de todas esas sábanas blancas que revoloteaban, la habitación estaría en silencio, la silla donde yo estaba sentado estaría vacía.” Criss Conway dice al respecto: "El pasaje está lleno de alusiones literarias literales y más figurativas. Primero, la página final de Cien años de soledad de Gabriel García Márquez, donde el final del manuscrito mágico de Melquíades deletrea el final del pueblo de Macondo y del mismo hombre que lee la última página. (La literatura en lengua española es la matriz dominante para las alusiones literarias en la novela: aparte de García Márquez, Jorge Luis Borges, Nicanor Parra, Miguel de Cervantes.) En un sentido más figurativo, el pasaje nos retrotrae a Las mil y una noches, donde el contar historias  está intrínsecamente ligado a la supervivencia. (Tema desarrollado por Manuel Puig, autor de la novela clásica El beso de la mujer araña, en la que la narración de historias cinematográficas es clave para una seducción que pretende dar como resultado la continuación de la vida).

## La historia del amory el Holocausto
Jessica Lang ha analizado el tema de la transmisión de la memoria del Holocausto en la novela: "La historia del amor (2005) de Nicole Krauss representa, sin el privilegio de la memoria directa, un pasado del Holocausto y un presente posmoderno. De hecho, la representación del Holocausto en esta novela sirve como testigo del final de una generación de memorias del Holocausto y de un futuro de la literatura del Holocausto donde la imaginación y la historia se interpolan [...] La sobrevivencia une a los dos narradores principales, ambos escribiendo y leyendo. Leo sobrevive al Holocausto, Alma sobrevive a la muerte de su padre. Leo escribe La historia del amor, Alma escribe Cómo sobrevivir en la naturaleza. En conjunto, Leo y Alma resumen una relación compleja entre la relevancia histórica y el significado contemporáneo [...] Krauss no puede resolver el problema que presenta el escribir sobre el el Holocausto: a saber, la necesidad de recordar tanto al individuo particular como la idea del individuo. Pero crea la sensación de que la memoria generacional se mueve no solo del pasado al presente, sino del presente al pasado, de los viejos a los jóvenes y de los jóvenes a los viejos. Este efecto borroso entre generaciones une la doble eliminación de su posición como escritora del Holocausto de tercera generación; y la posición del espejo de sus personajes, Alma y Leo, quienes enfrentan el problema similar de hacer que la historia sea relevante para ellos mismos como escritores y entre ellos como lectores. Sus interacciones y conexiones son acogedoras e inclusivas. La historia, sugiere Krauss, puede tratarse en gran medida de pérdida y destrucción, pero el amor une a las personas, creando parejas, familias, comunidades, mundos" 

## Comparaciones conTan fuerte, tan cerca
La novela se publicó a principios de 2005, así como Tan fuerte, tan cerca, escrita por Jonathan Safran Foer, que acababa de casarse con Krauss. Ambos libros presentan a un joven precoz que se embarca en la ciudad de Nueva York en una búsqueda. Ambos protagonistas se encuentran con ancianos con recuerdos de la Segunda Guerra Mundial (un sobreviviente del Holocausto en Krauss y un sobreviviente del bombardeo de Dresde en Foer). Ambos ancianos sufrieron recientemente la muerte de sus hijos perdidos hace mucho tiempo. Las historias también utilizan algunas técnicas literarias similares y poco comunes, como la tipografía no convencional.

## Adaptaciones cinematográficas, televisivas o teatrales
El libro fue adquirido por Warner Bros. a principios de 2005 y se había planeado que fuera dirigido por Alfonso Cuarón. La película finalmente comenzó a producirse en Montreal en 2015, dirigida por Radu Mihăileanu, y se estrenó en 2016.

## Crítica
Según Hans-Peter Kunisch, la novela  en realidad no hace justicia a su tema, la memoria del horror del Holocausto. La obra simplemente le parece "demasiado agradable". Considera simpático al protagonista central y narrador de la novela, el pobre inmigrante estadounidense de ochenta años Leo Gursky, un "representante clásico de las bromas judías", pero para Kunisch, los recuerdos y las observaciones humorísticas de Gursky apenas tienen nada que ver con el "horror especial de la generación de víctimas". Reprocha a la novela por convertir el Holocausto en algo "cómodo y excéntrico" y por entregarse a una "versión ligera del Holocausto", que cree que es también una de las razones del éxito del libro. Kunisch también critica la "constelación de tramas confusas"  y su "probabilidad creada laboriosamente".
Natasha Walter tiene una opinión semejante: "Krauss es, sin duda, una escritora entretenida, humana e inteligente, pero esta novela es demasiado pulcra y demasiado dulce para que su talento vuele libremente."
Gertrud Lehnert opina que es "un hermoso libro sobre personas y libros, sobre la vida y la muerte, el amor y la traición" que logra un equilibrio entre "lo patético y la distancia estética". "Nicole Krauss logra desarrollar una nueva historia a partir del tema del libro dentro del libro, que es particularmente popular en el posmodernismo. El mensaje es tan simple como antiguo: los textos crean vínculos entre las personas, influyen en los destinos, la escritura es una lucha contra la soledad y la muerte. El fracaso está al acecho en todas partes, pero también lo está el optimismo de la supervivencia [...] Los personajes [...] se perfilan cada vez más y cobran vida. Todos son muy caprichosos a su manera. Al final hay un final feliz que no lo es. La novela despide a sus lectores con un laconismo que, paradójicamente, tiene algo de reconfortante."

## Impacto e influencia cultural
Se hizo referencia al libro en la producción de 2021 Tethered, una historia sobre una mujer en duelo que tuvo que revivir su vida con su esposo antes de poder superar su muerte. La historia del amor es un libro favorito del personaje principal, Jill. Su esposo se burla de ella a causa del libro y, a medida que Jill retrocede en el tiempo, se la ve leyendo el libro cuando era joven.
 